# Arrondissement de Barkédji
L'arrondissement de Barkédji est l'un des arrondissements du Sénégal. Il est situé au sud-est du département de Linguère, dans la région de Louga.
Il compte quatre communautés rurales :
- Communauté rurale de Barkédji
- Communauté rurale de Gassane
- Communauté rurale de Thiarny
- Communauté rurale de Thiel

Son chef-lieu est Barkédji.